# Bảo tàng Rừng nguyên sinh Drawa và Notecka Franciszek Gras
Bảo tàng Rừng nguyên sinh Drawa và Notecka Franciszek Gras (tiếng Ba Lan: Muzeum Puszczy Drawskiej i Noteckiej im. Franciszka Grasia) là một bảo tàng khu vực tọa lạc tại số 11 Quảng trường Tự do, Drezdenko, Ba Lan. Hoạt động của bảo tàng tập trung vào việc thu thập và giới thiệu các tài liệu về lịch sử, lâm nghiệp, săn bắn, nông nghiệp, kinh tế hộ gia đình và nuôi ong của thành phố và khu vực xung quanh.

## Lịch sử
Một bảo tàng khu vực được thành lập vào năm 1885 theo khởi xướng của thị trưởng thành phố Driesen lúc bấy giờ là Adolf Reckling. Bảo tàng bố trí triển lãm ở tầng trệt của một ngôi trường mới xây (nay là trường Tiểu học số 1). Bảo tàng bị phá hủy vào năm 1945 và bộ sưu tập của bảo tàng bị mất. Ý tưởng thành lập một bảo tàng khu vực mới quay trở lại vào thập niên 1970. Nhờ nỗ lực của một giáo viên và nhà hoạt động xã hội địa phương tên là Franciszek Graś (1923-1991), Phòng Bảo tàng chính thức mở cửa vào năm 1973. Mặc dù Phòng Bảo tàng chỉ tồn tại được 5 năm, những nỗ lực về một bảo tàng tại khu vực vẫn tiếp tục. Nhờ đó, Bảo tàng Rừng nguyên sinh Drawa và Notecka được thành lập vào năm 1985, và Franciszek Graś trở thành giám đốc đầu tiên của bảo tàng. Vào năm 2001, bảo tàng được đặt theo tên ông.